# Chiesa di Santa Giustina (Telve)
La chiesa di Santa Giustina è una chiesa comunale cimiteriale a Telve, in Trentino. Risale al XIII secolo.

## Storia

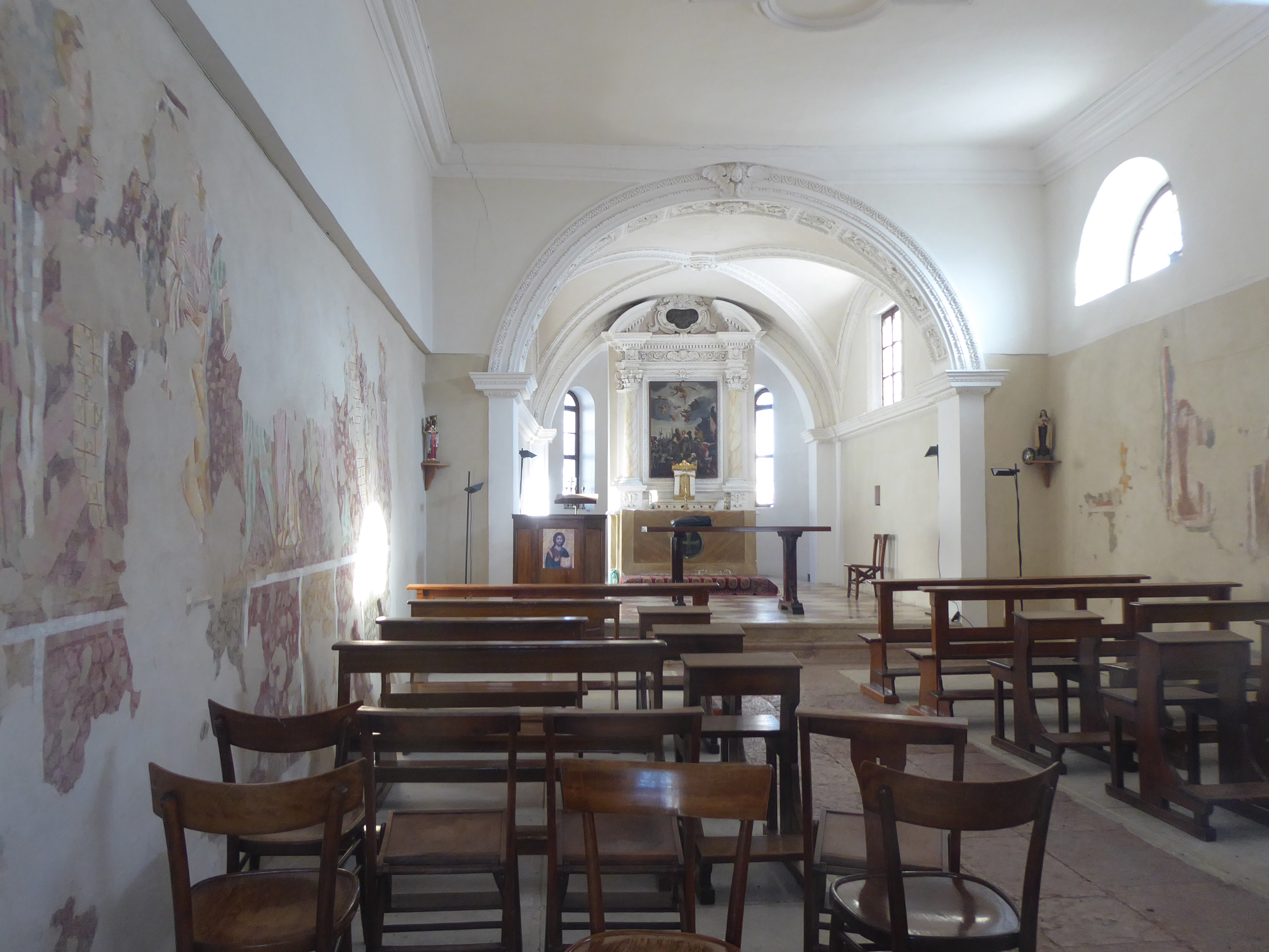
Interno

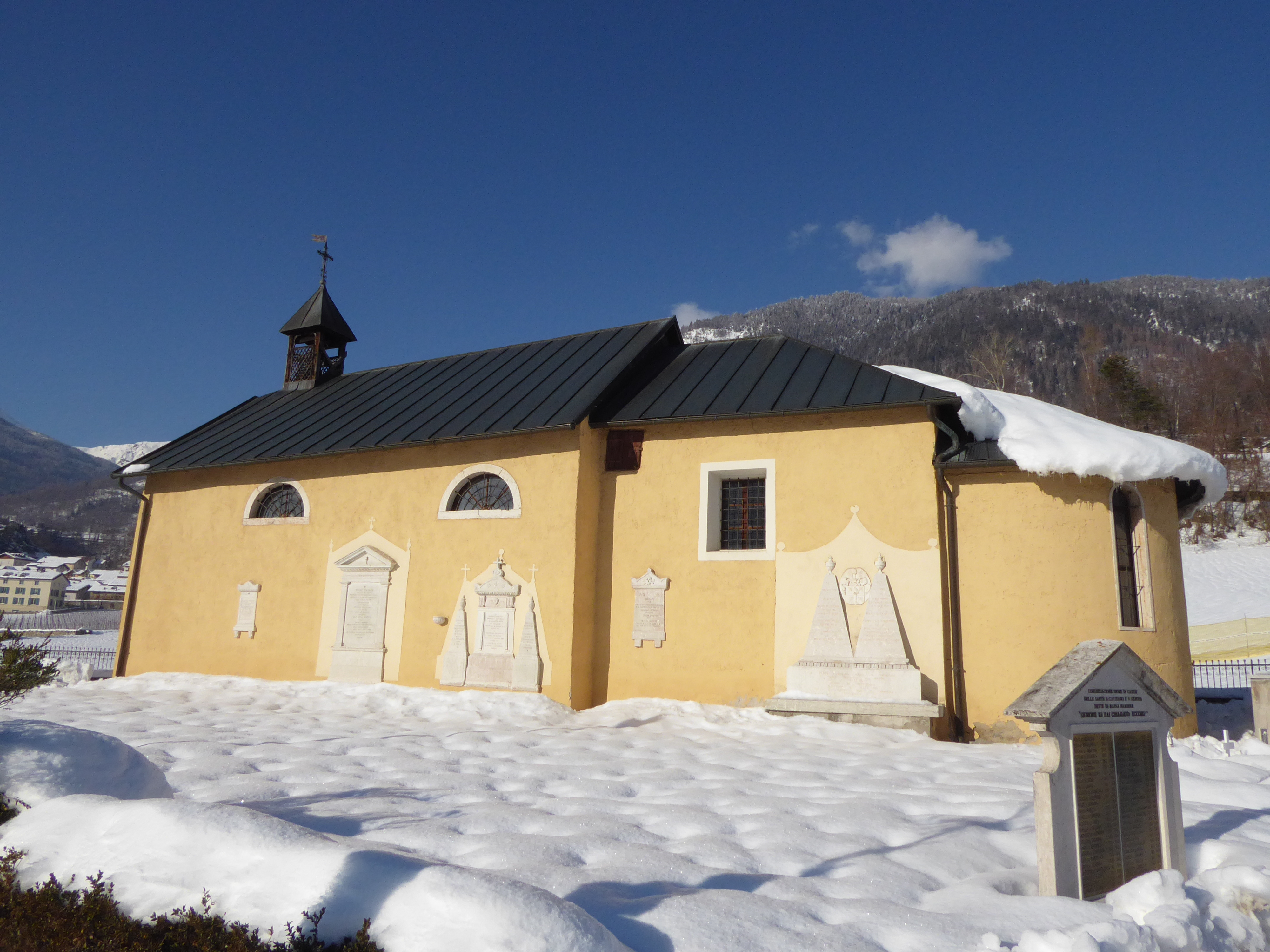
Il fianco della chiesa

A Telve la chiesa intitolata a Santa Giustina risale ad un periodo antecedente il XIV secolo.

## Descrizione
La piccola cappella cimiteriale di Telve ha un orientamento a est ed è stata eretta in posizione elevata rispetto al centro abitato.
La facciata è semplice, a capanna. 
Il piccolo campanile sul tetto è in legno.
Ha una sola navata, ed il soffitto, decorato con stucchi, è piatto.
Le pareti della sala sono decorate da affreschi che risalgono al momento della sua costruzione, nel XIII secolo.